# Laphria flavipila
Laphria flavipila là một loài ruồi trong họ Asilidae. Laphria flavipila được Macquart miêu tả năm 1834. Loài này phân bố ở vùng Tân Bắc giới.